# Émile Sarrade
Émile Pierre Sarrade (Párizs, 1877. március 10. – Párizs, 1953. október 14.) olimpiai bajnok francia rögbijátékos és olimpiai ezüstérmes kötélhúzó.
Az 1900. évi nyári olimpiai játékokon rögbiben aranyérmes lett a francia válogatottal. Kötélhúzásban ezüstérmes lett egy Nemzetközi Csapat ellen, melyet svédek és dánok alkottak.